# Gunilla Linde
Kerstin Maria Gunilla Linde(-Nilsson), född 22 juli 1936 i Lund, är en svensk barn- och ungdomspsykiater.
Linde, som är dotter till överläkare Erik Linde och gymnastikdirektör Birgit Ohlsson, avlade studentexamen i Kalmar 1954, blev medicine kandidat vid Lunds universitet 1956 och medicine licentiat där 1962. Hon var tillförordnad underläkare i Lund och Kalmar 1960–1965, underläkare vid barnpsykiatriska kliniken på Lunds lasarett 1966–1968, vikarierade som underläkare där från 1968 och blev överläkare vid den psykiska barn- och ungdomsvården på Västerviks sjukhus 1972.